# Ação Popular
Ação Popular (AP) fue una organización de izquierda, creada en junio de 1962, a partir de un congreso en Belo Horizonte, resultado de varios congresos de las Juventude Universitária Católica e de outras agremiações . A partir de su segundo congreso, realizado en Salvador, en 1963, donde la AP decide ir por un "socialismo humanista", buscando inspiración ideológica en Emmanuel Mounier y jesuitas como Teilhard de Chardin y Henrique Cláudio de Lima Vaz Estaba compuesto principalmente por líderes estudiantiles, entre los que se destacó Herbert José de Sousa (líder entre 1963 e 1965), Jair Ferreira de Sá, José Serra, Vinícius Caldeira Brant, Aldo Arantes (líder  a partir de 1965).

## Orígenes
El surgimiento de la AP resultó de un proceso de politización de la JUC, que se inició entre 1959 y 1960. A pesar de no tener una gran cantidad de militantes, la JUC era, como el Partido Comunista Brasileño (PCB), una fuerza estudiantil muy organizada. Hasta 1959, la JUC desarrolló una actividad de carácter más marcadamente religioso e interno, con el interés por los problemas políticos de fondo, sin embargo, a partir de ese año, giró preferentemente hacia temas políticos y sociales.
Esto provocó una reacción violenta dentro y fuera del ámbito universitario. La JUC luego llegó a ser denunciada como una organización comunista, bajo una fachada católica. La Conferencia Nacional de Obispos de Brasil (CNBB), entonces, tenía la obligación de intervenir y, a fines de 1961, prohibió a los jucistas ocupar cargos de responsabilidad dentro de las organizaciones del movimiento estudiantil universitario. Es un documento de orientación para las actividades de la JUC que tenía los siguientes términos:
1. No es lícito señalar al socialismo cristiano como una solución a los problemas económicos, sociales y políticos, y mucho menos señalarlo como una solución única;
2. No es lícito admitir que al formular la figura de una Revolución Brasileña - en las asambleas o círculos de estudio de la JUC, se afirma como válida y aceptable la doctrina de la violencia;

Además, el citado documento decretó que: "A partir de 1962, ningún líder jucista puede postularse para cargos electos en los órganos de política estudiantil, nacionales o internacionales, sin dejar sus cargos de liderazgo en la JUC. Lo mismo ocurre, como es evidente en lo que respecta a la participación activa en los partidos políticos ".
La organización pasó así a representar a la izquierda católica dentro del movimiento estudiantil. En un primer momento, la AP defendió su propia ideología, buscando diferenciarla del marxismo, lo que no le impidió asumir como un movimiento revolucionario, cuyo objetivo era formar cuadros capaces de participar en una transformación radical de la sociedad..El documento aprobado en el Primer Congreso de la AP, 1963, no hizo ninguna referencia expresa al cristianismo. Por otro lado, las ideas marxistas se mezclaron con inspiración cristiana en el documento.
A fines de 1963, preocupada por la presencia de miembros de JEC y JUC en la AP, la cumbre de la Iglesia Católica en Brasil emitió un nuevo documento en el que declaraba que la AP tenía una orientación naturalista y no representaba el “auténtico pensamiento cristiano”, razón por la cual la presencia de miembros de la JEC fue inadecuada en sus filas, pero la presencia de miembros de la JUC es posible, siempre que:
1. eran personas con vocación para actividades de esta naturaleza y con una sólida formación cristiana; y
2. actuar para que la AP tuviera una auténtica línea cristiana. Esta posibilidad de acción surge de la publicación de la Encíclica  Pacem in terris , en 1963, por Papa Juan XXIII, quien se centró pragmáticamente en la posibilidad de colaboración entre católicos y no cristianos dentro de los movimientos, con miras a promover el bien común. Para ello, estableció una distinción entre doctrinas y movimientos, lo que permitió la colaboración en torno a objetivos prácticos, sin comprometer los fundamentos católicos.

### Actuación
La AP mantuvo la hegemonía en el movimiento estudiantil, eligiendo a todos los presidentes de la UNE, hasta al menos el golpe militar de 1964. Antes de 1964 circulaba su periódico Brasil Urgente, fundado por Frei Carlos Josaphat. Después del golpe militar, la organización hizo que su personal principal se escondiera o se exiliara. Este contexto contribuyó a la radicalización de la organización y la remoción de sus bases identificadas con el cristianismo. En 1965 se adoptó una Resolución que formulaba abiertamente el objetivo de conquistar el poder por la vía insurreccional, a través de la estrategia de la Revolución Socialista de Liberación Nacional. En ese momento, Aldo Arantes se convirtió en el nuevo Coordinador General en reemplazo de Betinho, quien había sido elegido en 1963. La AP comenzó a publicar un nuevo periódico mensual llamado "Revolução" que se imprimía en mimeógrafo. En 1966, la AP volvió a ser la fuerza hegemónica de la Unión Nacional de Estudiantes cuyo presidente pasó a ser José Serra.

### Maoismo vs Foquismo
Con la influencia de la Revolución china la AP adoptó una línea de Proletarización de sus miembros, que consistía en colocar militantes en las fábricas y en estrecho vínculo con los campesinos. Teniendo en cuenta los orígenes cristianos de la AP, algunos estudiosos asocian este proceso de proletarización con la experiencia de sacerdotes trabajadores en Francia y trazan paralelismos entre el maoísmo y los valores cristianos. En este contexto, se inició una lucha interna dentro de la organización en la que la corriente de inspiración Maoísmo, liderada por Jair Ferreira de Sá, editor del diario  "Esquema dos Seis Pontos" (Esquema de los seis puntos en español)
Esta lucha interna resultó, en 1968, en la formación de un grupo disidente: el Partido Revolucionário dos Trabalhadores (Brasil) (PRT), dirigido por el Padre Alípio de Freitas, por Vinícius Caldeira Brant y Altino Dantas. Posteriormente, el PRT se acercó al POLOP y al MR-8. En 1980, varios exmiembros del PRT participaron directamente en la creación del Partido de los Trabajadores (PT).
A partir de 1971, hubo una nueva "escisión" en la AP, formando dos facciones que comenzaron a reclamar, al mismo tiempo, el nombre de "Ação Popular Marxista Leninista" (APML): un grupo más grande, liderado por Duarte Pereira, Haroldo Lima, Aldo Arantes y José Renato Rabelo, los más cercanos al PC do B y que finalmente se unirían a él, y uno más pequeño, liderado por Jair Ferreira de Sá, Paulo Wright y Manoel da Conceição, quien era la otra fracción de APML, también conocido como "AP Socialista".El PC do B no aceptó, considerando el Programa Básico de la APML "excesivamente trotskista", y reaccionó principalmente a la intención de formar un partido único del proletariado que ya sería el PC do B). Después de todo, APML cedió, aceptando el PC del B como único partido revolucionario y adoptando sus líneas doctrinales: el estalinismo irrestricto, que se convirtió en el universo ideológico común de ambas organizaciones, y la caracterización de la sociedad brasileña y la revolución brasileña. La fusión tuvo lugar en mayo de 1973, la mitad de los miembros del nuevo Comité Central del PC do B, pasó a sus miembros que provenían de APML.
Tras la fusión del mayor grupo APML con el PC do B, la facción minoritaria de APML, aún experimentando los efectos de una profunda crisis político-ideológica, fue prácticamente desmantelada por la brutal represión desencadenada por la infiltración del exmilitante Gilberto Prata Soares, quien después de su reinserción al grupo hubo varios militantes asesinados Una última facción del APML sobrevivió al represión duraría hasta principios de la década de 1980, cuando se auto-disolvió. Muchos de los miembros de esta facción se unieron a las fuerzas que construyeron el Partido de los Trabajadores, donde se reunieron con otros militantes de los sectores progresistas de la Iglesia Católica, cuyos orígenes también se remontaban a la JUC, y con quienes nunca habían perdido el contacto.

## Atentado al Aeropuerto de Guararapes
El 25 de julio de 1966 un comando autónomo perteneciente al Ação Popular llevó a cabo el ataque al Aeropuerto de Guararapes en Recife, que tuvo como objetivo al general Costa e Silva, entonces ministro de Guerra elegido por los militares para ser el próximo presidente de la República. El ataque tuvo dos víctimas fatales: el entonces secretario de Gobierno de Pernambuco, Edson Régis de Carvalho, y el almirante de la reserva Nelson Gomes Fernandes, y 15 heridos más. El resultado de esta acción dentro de la AP fue la disolución inmediata de los comandos armados paralelos. La Dirección Nacional, que no tenía conocimiento del ataque, condenó la acción. Además los militantes del atentado fueron condenados internamente a una "reeducación ideológica". Internamente, el principal resultado del ataque fue la remoción de la organización de acciones armadas urbanas.
En diciembre de 2013, la versión de Pernambuco de la Comisión Nacional de la Verdad formalizó la inocencia del exdiputado federal Ricardo Zaratinni, quien durante décadas fue acusado de ser uno de los responsables del atentado que mató a dos personas en 1966, en el Aeropuerto de Guararapes, en Recife. También fue absuelto el profesor Edinaldo Miranda, fallecido en 1997.

## Miembros en la actualidad
Algunos miembros de la AP antes de 1964 han alcanzado, en los últimos años, posiciones destacadas en la política brasileña, como Plínio de Arruda Sampaio, José Serra y Cristovam Buarque. Parte del archivo histórico de la organización está disponible para investigación en el Centro Sérgio Buarque de Holanda de la Fundación Perseu Abramo. El escritor belga Conrad Detrez fue miembro de Ação Popular. En el mundo intelectual y religioso destaca Luiz Alberto Gómez de Souza